# 1233 Kobresia
Kobresia (asteroide 1233) é um asteróide da cintura principal com um diâmetro de 33,5 quilómetros, a 2,4086959 UA. Possui uma excentricidade de 0,0572061 e um período orbital de 1 491,54 dias (4,08 anos).
Kobresia tem uma velocidade orbital média de 18,63417443 km/s e uma inclinação de 5,60699º.
Esse asteroide foi descoberto em 10 de Outubro de 1931 por Karl Reinmuth.